# Sigmund Meyer (Bankier)
Sigmund Meyer (geboren 6. Februar 1840 in Hannover; gestorben 14. Juli 1911 ebenda) war ein deutscher Bankier.

## Leben

### Familie
Sigmund Meyer war der Sohn des Bankiers Adolph Meyer und Enkel des Bankiers Simon Meyer aus jüdischer Familie.

### Werdegang
Sigmund Meyer wurde 1866 Leiter des bereits von seinem Großvater geleiteten und von seinem Vater umfirmierten Bankhauses Adolph Meyer.
1870 wurde Meyer zum preußischen Kommerzienrat ernannt. Er war „einer der Ersten, die sich der jungen Kalisalzindustrie in der Provinz Hannover [...] annahmen“. Meyer wurde zum Aufsichtsratsvorsitzenden des nach ihm benannten Kaliwerks Sigmundshall gewählt. Er gründete die bei Wunstorf gelegenen Wunstorfer Portland-Cementwerke A.G. Meyer gründete außerdem die Aktien-Zuckerfabrik Linden, die später in die Aktien-Zuckerfabrik Neuwerk überging, sowie die Aerzener Maschinenfabrik.
Meyer hatte maßgeblichen Anteil an der Errichtung der Phosphatfabrik Hoyermann GmbH bei Hannover und Nienburg/Weser.
Sigmund Meyer engagierte sich innerhalb der jüdischen Gemeinde in Hannover insbesondere im „Verein zur Beförderung von Handwerken“.
Sein Grab findet sich auf dem Jüdischen Friedhof An der Strangriede.